# Gai Messi
Gai Messi (en llatí Caius Messius) va ser un magistrat i polític romà del segle i aC.
Era tribú de la plebs l'any 56 aC i va proposar un projecte de llei per fer tornar Ciceró de l'exili. Al mateix any la lex Messia, també proposada per ell, va assignar grans poders a Gneu Pompeu. Després del seu període va patir els atacs dels seguidors de Juli Cèsar i va ser defensat per Ciceró. Però després va passar-se al partit de Cèsar, i va ajudar a les seves tropes a ocupar la ciutat d'Acilla, a l'Àfrica. Messi va ser edil curul en un any desconegut.